# Gare de Sidi Boubekeur
La gare de Sidi Boubekeur, est une ancienne gare ferroviaire algérienne située dans la commune de Sidi Boubekeur, dans la wilaya de Saïda.

## Situation ferroviaire
Établie à une altitude de 545,800 m, la gare est située au point kilométrique (PK) 178,300 de la ligne d'Oran à Kenadsa, où elle est précédée de l'ancienne gare de Oued Taria et suivie de l'ancienne gare de Sidi Amar. 

## Histoire
Lors de la colonisation, la gare portait le nom de gare de Charrier.
La gare est mise en service le 28 septembre 1879 lors de l'ouverture de l'ancienne ligne à voie étroite de 1 055 mm d'Arzew à Saïda où elle était précédée de la gare de Taria (gare de Oued Taris)  et suivie de la gare de Franchetti (gare de Sidi Amar),,.